# Robert de Comines
Robert de Comines, noto anche come Robert Comine o Robert de Comyn (Comines, ... – Durham, 28 gennaio 1069), è stato un nobile anglosassone.

## Biografia
Il cognome stesso del personaggio suggerisce la sua provenienza da Comines, allora parte della Contea delle Fiandre, e probabilmente pervenne in Inghilterra al seguito di Guglielmo il Conquistatore.
Venne inviato a nord come conte di Northumbria dal 1068 al 1069 dopo la deposizione di Gospatric. Giunse nei pressi di Durham con 700 uomini e qui il vescovo locale, Ethelwin, lo avvisò del fatto che un'armata nemica si era mobilitata contro di lui. Egli invece ignorò questa indicazione ed il 28 gennaio 1069 i ribelli si portarono in massa a Durham ed uccisero molti dei suoi uomini, dando fuoco anche alla casa del vescovo dove Robert si trovava e dove morì.
Dopo questo attacco, Ethelwin si volse contro i normanni e con un suo esercito si portò verso York, spingendo l'armata di re Guglielmo a compiere la devastazione dell'Inghilterra settentrionale.

## Discendenza
Robert de Comines fu padre di due figli:
- John de Comyn, ucciso durante l'Anarchia
- William de Comyn, Lord Cancelliere di Scozia durante il regno di Davide I di Scozia